# Gabriel Velcovici
Gabriel Cristian Velcovici (n. 2 octombrie 1984) este un fotbalist român care în prezent este liber de contract.